# Димо Коларов
Димо Димитров Коларов е български кинооператор.

## Биография
Роден е в град Попово на 16 ноември 1924 г. в сравнително бедно семейство. Училищните му години преминават в поповската прогимназия и гимназия.
Учи и работи едновременно като музикант в ресторант, а през ваканциите – и в по-големите градове като Варна, Русе и Велико Търново. Военната си служба отбива в град Горна Оряховица в музикален взвод. След това се премества в София.
През 1946 г. заминава за Чехия с идеята да следва медицина. Работи и като уличен музикант, за да се издържа. На следващата година се записва във Филмовия и телевизионен факултет на Академията за сценични изкуства в Прага при професор Карол Плицка след отлично представяне на изпита. Работи едновременно като кинооператор в „Справодайски филм“ в Прага и снима документални филми.
Учи до 1950 г., когато се връща отново в София и работи като кинооператор в „Българско дело“. От 1954 г. до пенсионирането си работи в Студио за игрални филми „Бояна“. Работи над десетки филми, измежду които „Хайдушка клетва“ (1958), „Инспекторът и нощта“ (1963), „Господин Никой“ (1969), „Козият рог“ (1972), „Капитан Петко Войвода“ (1981) и много други.
Единственият му брак е с актрисата Мария Русалиева, който трае 28 дни. Години по-късно Русалиева разкрива, че се развели, след като разбрала, че Коларов е гей.
Димо Коларов умира на 72 години на 23 февруари 1997 г. в София.

## Филмография
- 1950 – „Гората“ (черно-бял, нпф.)
- 1950 – „Нашите пещери“ (ч/б, нпф.);
- 1951 – „Село Сребърна“ (ч/б, нпф.);
- 1951 – „Слънце над Пирин“ (ч/б, нпф, реж. Д. Грънчаров);
- 1953 – „Христо Ботев“ (ч/б, документален);
- 1954 – „Димитровска България“ (ч/б, документален);
- 1958 – „Хайдушка клетва“ (игрален, сц. Орлин Василев, реж. Петър Б. Василев);
- 1958 – „На малкия остров“ (ч/б, игрален, сц. Валери Петров, реж. Рангел Вълчанов);
- 1959 – „Командирът на отряда“ (ч/б, игрален, сц. Велчо Чанков, реж. Дучо Мундров);
- 1960 – „Първи урок“ (игрален, сц. В. Петров, реж. Р. Вълчанов);
- 1961 – „Последният рунд“ (ч/б, игрален, сц. Антон Антонов-Тонич, реж. Людмил Кирков);
- 1962 – „Слънцето и сянката“ (ч/б, игрален, сц. В. Петров, реж. Р. Вълчанов);
- 1963 – „Анкета“ (ч/б, игрален, сц. и реж. Кирил Илинчев);
- 1963 – „Инспекторът и нощта“ (ч/б, игрален, сц. Б. Райнов, реж. Р. Вълчанов);
- 1965 – „Вълчицата“ (ч/б, игрален, сц. Хаим Оливер, реж. Р. Вълчанов);
- 1966 – „Понеделник сутрин“ (ч/б, игрален, сц. Никола Тихолов, реж. Христо Писков, Ирина Акташева);
- 1967 – „Пътешествие между два бряга“ (цветен документален, сц. и реж. Р. Вълчанов);
- 1967 – „Бялата стая“ (ч/б, игрален, сц. и реж. Методи Андонов);
- 1969 – „Господин Никой“ (ч/б, игрален, сц. Богомил Райнов, реж. Иван Терзиев);
- 1970 – „Старецът“ (ч/б, игрален, сц. И. Петров, реж. П. Каишев);
- 1971 – „Няма нищо по-хубаво от лошото време“ (ч/б, игрален, сц. Б. Райнов, реж. М. Андонов);
- 1972 – „Корените на изгряващото слънце“ (цв. документален, съвместно с Б. Янакиев, сц. и реж. В. Радев);
- 1972 – „183 дни“ (цв. документален, съвместно с Б. Янакиев, сц. и реж. И. Халачев);
- 1972 – „Козият рог“ (ч/б, игрален, сц. Н. Хайтов, реж. М. Андонов);
- 1973 – „Голямата скука“ (цв. игрален, сц. Б. Райнов, реж. М. Андонов);
- 1973 – „Дъщерите на началника“ (цв., телевизионен, сц. Анжел Вагенщайн);
- 1974 – „На живот и смърт“ (цв. игрален, телевизионен, сц. А. Вагенщайн, реж. Н. Чернев);
- 1974 – „Изгори, за да светиш“ (цв., игрален, телевизионен, сц. Антон Дончев, реж. Н. Чернев);
- 1976 – „Свирачът“ (цв., игрален, сц. и реж. Менде Браун);
- 1977 – „Момичето и хармониката“ (цв., сц. И. Славков, Н. Станков, реж. Н. Чернев);
- 1982 – „Капитан Петко Войвода“ (цв., телевизионен сериал, сц. Николай Хайтов, реж. Н. Чернев);
- 1983 – „Фалшификаторът от „Черния кос“ (цв., 3-сер. телевизионен, сц. Х. Оливер, реж. Н. Чернев);

### Като актьор
- Точка първа – (Премиера 26 ноември 1956 г.)
- За къде пътувате (1986) – бате Симо
- Жребият (1993), 7 серии – банкер

## Награди
- 1963 – орден „Кирил и Методий“, 2-ра степен
- 1965 – орден „Народен орден на труда“, сребърен
- 1967 – звание „заслужил артист“
- 1972 – специална награда на журито за филма „Корените на изгряващото слънце“ на XI Варненски кинофестивал
- 1974 – орден „Червено знаме на труда“ по повод 50-годишнината му и за активна творческа дейност
- 1974 – „Сребърен Хюго“ за блестяща черно-бяла фотография във филма „Козият рог“, в Чикаго, САЩ
- 1975 – Годишна награда на София
- 1982 – специална награда за филма „Капитан Петко Войвода“ от XVII филмов фестивал, Варна
- 1984 – орден „Народна република България“, 2-ра степен по повод 60-годишнината му
- 1989 – награда на Съюза на филмовите дейци за операторско майсторство за филма „Понеделник сутрин“